# وسترلوند 2
وسترلوند 2 في الفلك (بالإنجليزية: Westerlund 2)‏ هو تجمع نجمي حديث نسبيا، يبلغ عمره نحو مليوني سنة وربما أقل. ويحتوي هذا التجمع على عدد من أسخن وأسطع وأكثر النجوم كتلة طبقا لقائمة أكبر النجوم كتلة. ضمن تلك النجوم نجد نحو اثني عشر نجم مبكر من النوع-O منها أيض ثلاثة نجوم ثنائية ونجمين على الأقل من نوع نجم ولف-رايت: النجم الثنائي WR20a و النجم WR20b (يعبر الاختصار WR عن نجم ولف-رايت) وكلهم ذوي طيف من نوع WN6ha (تعني WN نجم ولف-رايت ينتج نيتروجين).
قد يكون الثنائي والنجم المنفرد ليسوا بالفعل من نوع نجم ولف-رايت، أي نجوم تحرق الهيدروجين في قلبها مثلما يحدث في الشمس. ولكنهم بسبب فقدانهم المستمر لمادة غزيرة من أسطحهم البالغة السخونة في هيئة رياح نجمية فيبدوا أنهم من نوع نجم ولف-رايت.
اكتشف التجمع النجمي وسترلوند 2 من العالم الفلكي بينجت ويستيرلوند خلال الأعوام 1961 - 1968 ، ولكن التحليل الدقيق الذي أظهر تكونه من نجوم مختلفة فقد أجري بعد ذلك بواسطة العالم الفلكي موفات  ومجموعة الباحثين العاملة معه خلال السنوات 1991 حتي 2007 .
وكان النجم WR20a معروفا عام 1966 ولكن عُرف بأنه في الحقيقة نجم ثنائي في عام 2004 عن طريق مجموعة من علماء الفلك البلجيكيين.

## أعضاء العنقود
يحتوي عنقود ويسترلوند2 على ما لا يقل عن اثني عشر نجم مبكر من النوع-O، منها ثلاثة على الأقل عبارة نجوم ثنائية كسوفية وكلها أكثر سخونة من 38,000 كلفن وأكثر ضياء من 230,000 L☉. وهناك حوالي 20 آخر من الفئة O في العنقود وكل نجوم النسق الأساسي تشير ضمناً إلى أن عنقود ويسترلوند2 عنقود حديث . وتوجد العديد من نجوم ولف-رايت في محيط ويسترلوند 2 إن لم تكن في المركز.
WR 20a هو نجم ثنائي مكون من نجمين وولف-رايت .والنجوم المنفردة WR20aa، WR20b، و WR20c يعتقد أنها أعضاء في العنقود، على الرغم من أنها ربما تكون أعضاء هاربة الآن. كل نجوم ولف-رايت الخمسة نجوم حديثة ضخمة للغاية من النوع الطيفي OIf*/WN وتعتبر من بين النجوم الأكثر ضياء في مجرة درب التبانة. ويشير هذا النوع الطيفي المركب إلى نجوم ضخمة تحرق الهيدروجين وبدأت للتو في نقل النتروجين والهيليوم إلى السطح وتطوير رياح نجمية كثيفة بحيث تظهر خطوط انبعاث نجم وولف-رايت. نجم WR 21a في حد ذاته ثنائي ضخم، يقع في نفس الاتجاه ولكن من غير المرجح أن يكون عضوا في ويسترلوند 2 . ويحتوي ويسترلوند 2 أيضا على عدد كبير من نجوم ما قبل النسق الأساسي ذات كتل أقل من 2.5 M☉. وهذه النجوم تقيد عمر العنقود إلى نحو مليونين سنة.

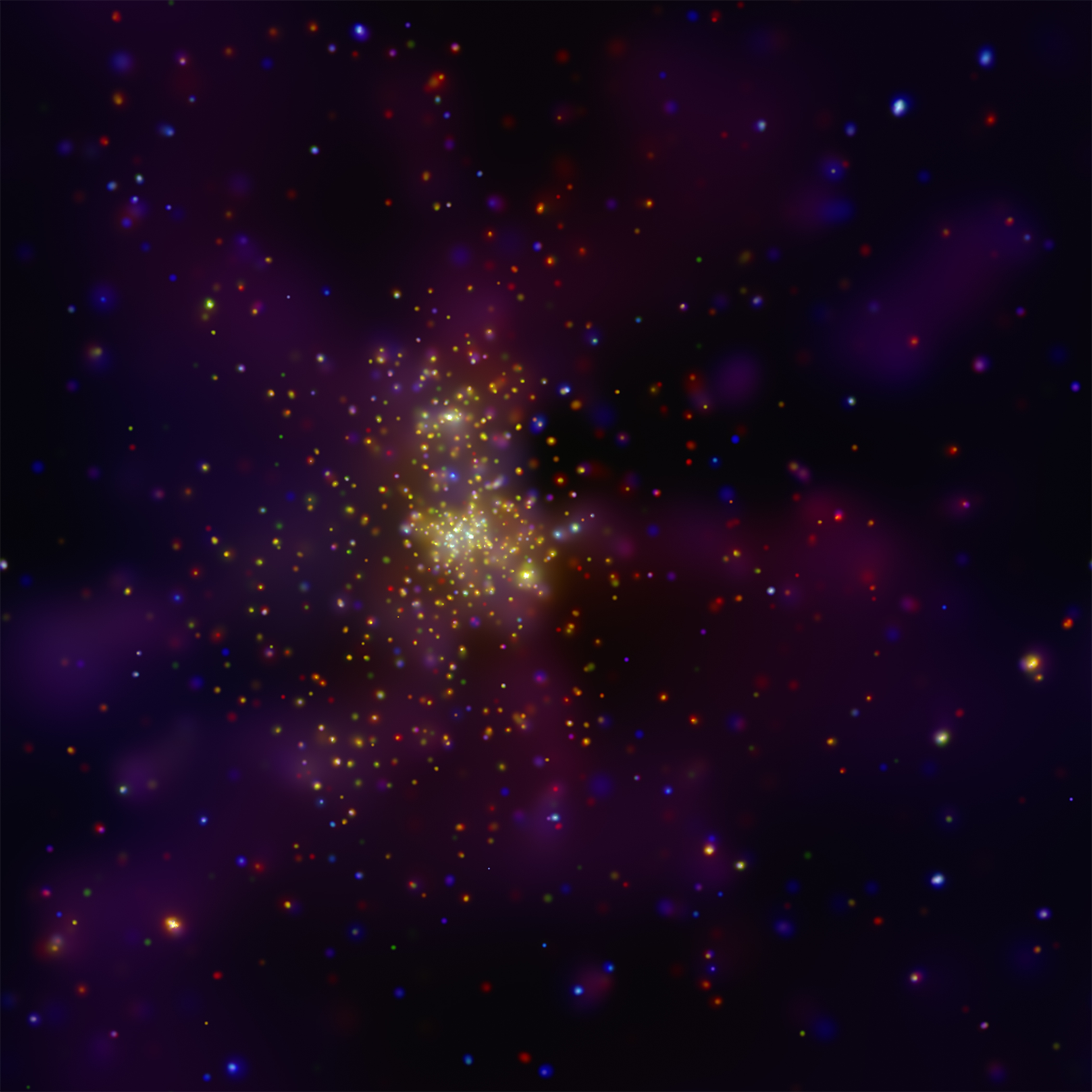
Westerlund 2

## دبليو آر 20 أ
اكتشف النجم العملاق دبليو آر 20 أ عام 2004 كأحد النجوم الثنائية العظيمة الكتلة واستطاع العلماء تعيين كتلتي النجمين فيه بدقة . فكل نجم في الثنائي تبلغ كتلته نحو 80 كتلة شمسية ولا يعرف سبب بعد النجماين النسبي عن مركز التجمع .ومن المحتمل أن يكون الثنائي قد تكون في مركز التجمع النجمي ثم إنزاحا إلى الخارج بسبب تآثر الجاذبية.
يدور النجمان العملاقان حول مركز ثقلهما في دورة قدرها 6و3 أيام. ومن المتوقع أن يتمدد النجمان خلال المليون سنة القادمة فيتلامسا. ورصد العلماء تطاير غازات منهما تحتوي على النيتروجين ، ويبلغ كثافة النيتروجين في الغاز المتطاير منهما في صورة رياح نجمية نحو ستة اضعاف نسبة النيتروجين في غازات الشمس. ومن المرجح أن غاز النيتروجين قد تكوّن في طبقات تحت السطح ثم صعدت إلى السطح تحت فعل الحمل الحراري وضغط الإشعاع.
وقد بين رصد العلماء للنجمين أن الرياح الخارجة منهما تصتدمان ببعضهما البعض، وتمكنوا من رؤية ذلك في نطاق الضوء المرئي و كذلك عن طريق تسجيل أشعة إكس الصادرة منهما. وتبدو المنطقة التي ينبعث منها أشعة إكس أنها ممتدة خارج النجمين .

## دبليو آر 20 ب
يبدو النجم العملاق دبليو آر 20 ب أنه نجم واحد وهو أقل ضياء بصفة قليلة عن قرينه دبليو آر 20 أ، إلا أن الأشعة السينية الصادرة منه غريبة بعض الشيء .

## خصائص الثنائي دبليو آر 20 أ
- مطلع مستقيم= 10سا 23د 58.02ث
- ميل= {{|−57|45|48.9}}
- الكتلة للنجمين=82.7 ± 5.5 / 81.9 ± 5.5 كتلة شمسية
- نصف قطر النجمين= 19.3 ± 0.5 / 19.3 ± 0.5 نصف قطر شمسي
- قدر ظاهري=15.0
- قدر مطلق=13.5
- تصنيف نجمي=WN6ha + WN6ha
- نجم متغير=خسوفي
- بعده عنا= 7900 ± 600 فرسخ فلكي
- بعده عنا = 20.000 سنة ضوئية
- ضياؤهما=(1.15 ± 0.15) 106 ضياء شمسي
- درجة الحرارة=43000 ± 2000 كلفن
- معدنية (فلك)=?
- العمر=?
- دورتهما حول بعضهما 3.7 أيام
- يوجد الثنائي في كوكبة القاعدة

## صورة الذكرى الخامسه والعشرون لهابل
في 23 أبريل 2015 تم اختيار صورة عنقود ويسترلوند 2 للاحتفال بالذكرى الخامسه والعشرين لمرصد هابل الفضائي.

## وصلات خارجية
- صورة اليوم الفلكية - Young Star Cluster Westerlund 2 26 June 2010